# Station Jerne
Station Jerne is een spoorwegstation in de  Deense stad Esbjerg aan de spoorlijn Lunderskov - Esbjerg dat werd geopend op 13 december 2020.
De bouw van de perrons ten oosten van het viaduct over de Skolebakken begin in juni 2020. De zijperrons van elk 90 meter lang zijn elk met een lift en vaste trap verbonden met de straat.  Het stationsplein laan de zuidkant heeft een overdekte fietsenstalling en perken met kleine struiken en bomen. 
Het station wordt bediend door Arriva als onderdeel van de Esbjerg Nærbane tussen Varde en Ribe.
Naast de spoorwegen wordt het station ook bediend door de stadsbussen van Esbjerg met de lijnen 3B, 4B en 16.
Het station van Jerne staat op de 5e plaats wat betreft de reizigersstroom binnen de gemeente Esbjerg achter Spangsbjerg, Ribe, Bramming en Esbjerg. In 2021 telde het station 19.973 instappers, allemaal klanten van Arriva, in 2022 45.130. 

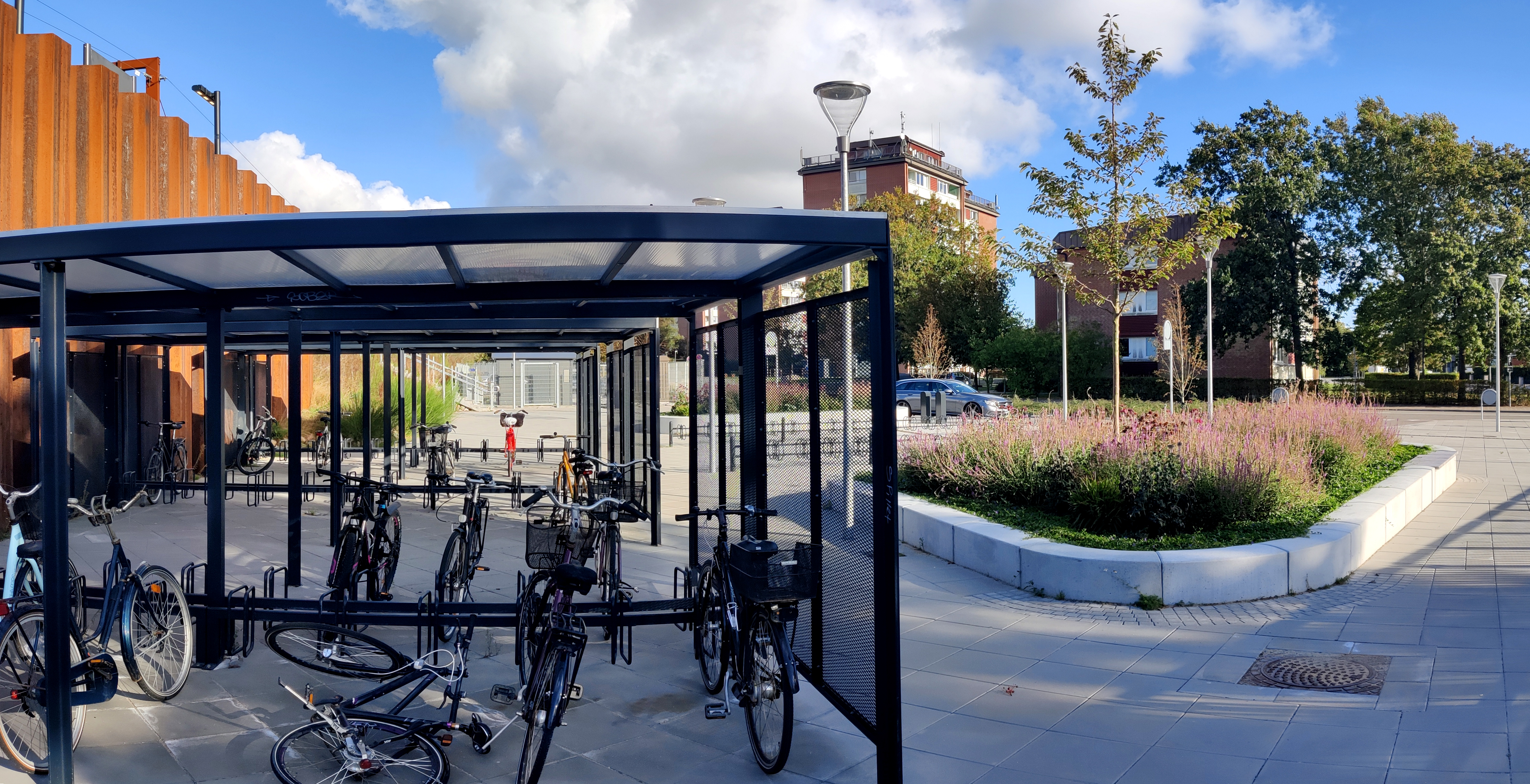
Het stationsplein aan de zuidkant.
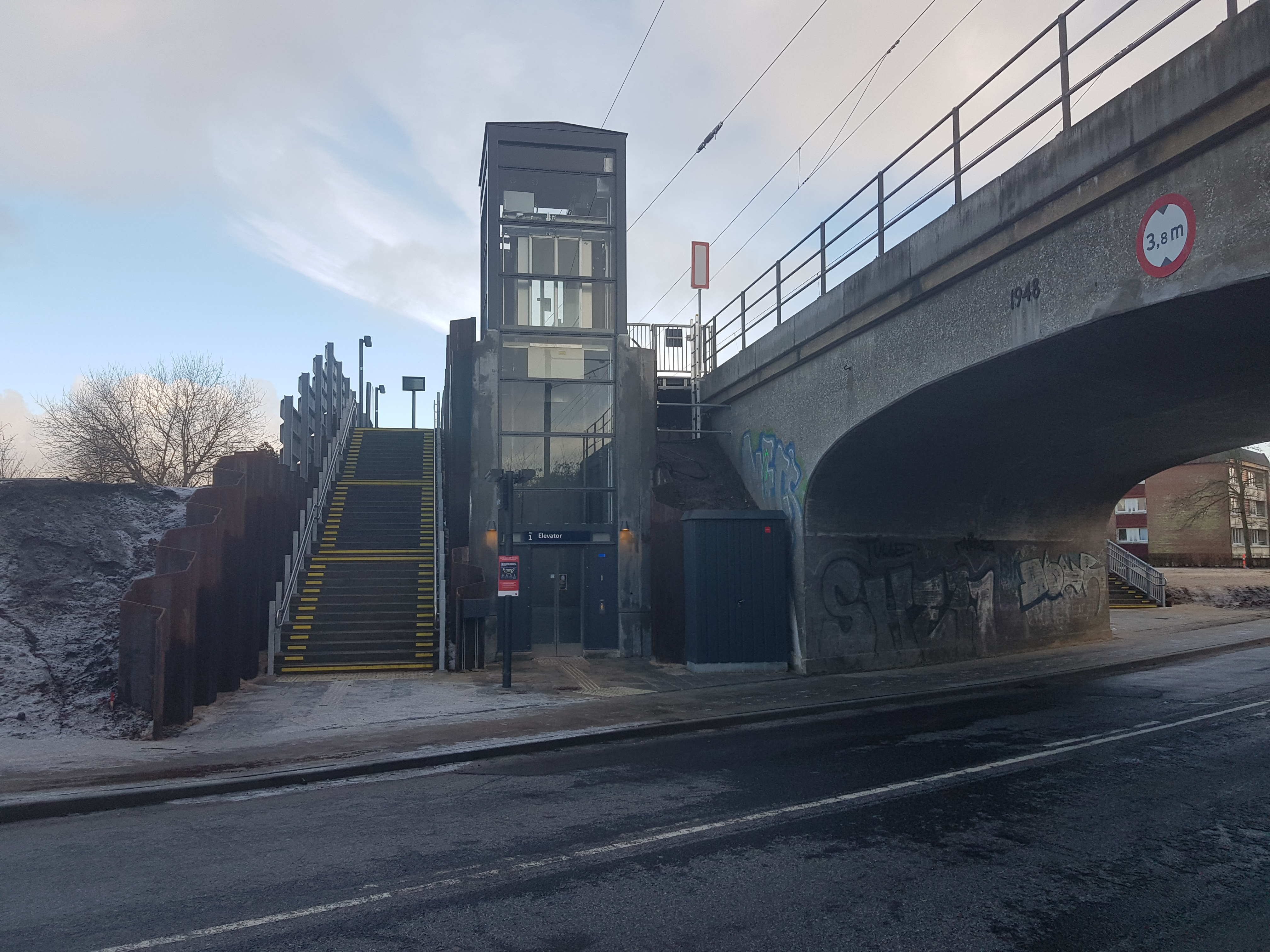
Trap en lift aan de noordkant.
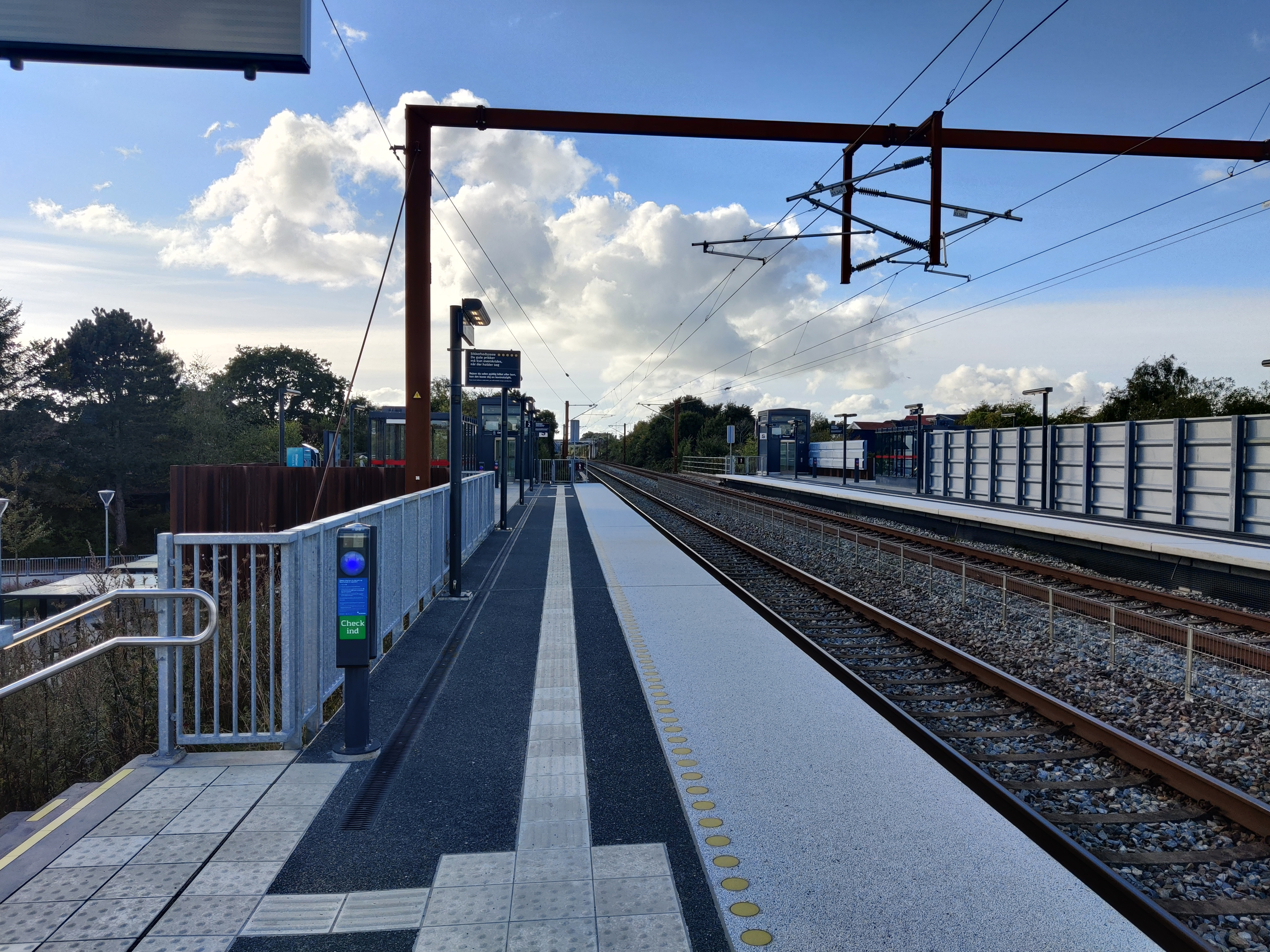
Het station gezien uit het oosten.